# Le Crime défendu
Pour plus de détails, voir Fiche technique et Distribution.
Le Crime défendu (I Know What You Did) est un téléfilm américain réalisé par Chuck Bowman, sorti en 1998.

## Synopsis
Stacey Keane, une très belle avocate, sûre d'elle et arrogante, est aussi brillante que détestée. Reputee pour sa défense expérimentée des jeunes hommes riches et gâtés par la vie, qui comparaissent pour des viols dont ils sont objectivement coupables. Son futur mari, détective de police, n'est pas enchante de voir sa femme faire libérer des criminels qu'il s'est efforcé d'arreter. Mais un jour, elle tue un procureur qui vient de la violer et doit garder son acte secret pour son mari. Survient un maître chanteur qui a vu la scène...

## Fiche technique
- Titre original : I Know What You Did
- Titre français : Le Crime défendu[1]
- Réalisation : Chuck Bowman
- Scénario : Tom Gates et Paul Stefaniak
- Direction artistique : Michael Ritter
- Décors : Hope Caton
- Costumes : Tracey Boulton
- Photographie : Peter Benison
- Montage : Thomas Fries
- Musique : Stacy Widelitz
- Casting : Julie Ashton et Sid Kozak
- Production : Tracey Jeffrey ; Kristine Bamattre (associée)
- Production exécutive : Lawrence Horowitz, Michael O'Hara, Chuck Bowman, Rona Edwards, Lillian Gallo et Nick Yellen
- Société de production : O'Hara-Horowitz Productions
- Société de distribution : American Broadcasting Company
- Pays d'origine :  États-Unis
- Langue originale : anglais
- Format : couleur - 35 mm - 1,33:1 - son son stéréo
- Genre : Drame, thriller
- Durée : 96 minutes
- Dates de sortie :
  - États-Unis : 11 janvier 1998[2] sur ABC
  - France : première diffusion inconnue

 Sauf indication contraire, les informations mentionnées dans cette section peuvent être confirmées par la base de données cinématographiques IMDb,  présente dans la section « Liens externes ».

## Distribution
- Rosanna Arquette (VF : Séverine Morisot) : Stacey Keane, juriste
- Steven Eckholdt (en) (VF : Guy Chapelier) : inspecteur Richard Younger
- Lochlyn Munro (VF : Franck Capillery) : Justin Decker, juriste
- Teryl Rothery : Dr Ellen Abrams
- Garry Chalk (VF : Philippe Peythieu) : le capitaine
- Fulvio Cecere (en) : inspecteur Celio
- Lawrence Monoson (en) (VF : Bertrand Liebert) : Philly Ross
- Malcolm Stewart (en) (VF : Michel Paulin) : Stephen Rose
- Deanna Milligan (en) (VF : Claire Guyot) : Cynthia Morgan
- Christine Lippa : Rhonda
- Greg Thirloway (VF : Stefan Godin) : maître Landrum
- Gaetana Korbin (VF : Dorothée Jemma) : Katherine Murphy
- Venus Terzo (VF : Catherine Privat) : Shelly, la serveuse

 Source et légende : version française (VF) sur RS Doublage et Doublagissimo